# Kindprickfisk
Kindprickfisk (Lampanyctus macdonaldi) är en djuphavsfisk i familjen prickfiskar.

## Utseende
En avlång fisk med höga rygg- och analfenor samt en liten fettfena. Den har ett stort, trubbigt huvud och två lysorgan på vardera kinden. Som mest kan den bli 16 cm lång. 

## Vanor
Arten är en djuphavsfisk som vanligtvis lever på djup mellan 700 och 1 460 m, även om den kan gå så högt som 60 m. Under natten går arten upp i de högre vattenlagren, i synnerhet ungfiskarna. Födan består av kräftdjur.

## Utbredning
Kindprickfisken förekommer i Nordatlantens tempererade till arktiska områden mellan 65°N och 47°N, samt i motsvarande områden i Sydatlanten mellan 60° och 63°S. Den har påträffats ett fåtal gånger vid Norge.